# Express Car Rental
Express Car Rental – przedsiębiorstwo założone w 1996 roku w Krakowie, działające w branży wypożyczalni samochodów. Największa wypożyczalnia samochodów w Polsce – według raportu z 2015 roku Rynek wynajmu aut w Polsce – statystyki, dane, wskaźniki cytowanego przez Auto Świat a sporządzonego dla RentCar.pl; Według raportu posiadała 23% udziału w rynku wypożyczania samochodów. Sieć bazuje na flocie 14 000 samochodów z segmentu B, C, D, SUV, 7-osobowych, 9-osobowych, dostawczych i elektrycznych dostępnych w 68 punktach wynajmu w Polsce w tym na każdym polskim lotnisku.

## Historia
Pierwszy oddział powstał w Krakowie w 1996 roku. W 2011 Express Car Rental stał się częścią polskiej grupy kapitałowej Holding 1.
W 2016 roku przedsiębiorstwo uruchomiło bezobsługowy wynajem samochodów na minuty – typu car-sharing – pod nazwą Traficar.
W 2022 roku firma pod wypływem pandemii COVID-19 uruchomiła własną usługę kurierską NaDzisiaj.com, na bazie swoich pojazdów świadcząc na początek usługi szybkiej dostawy dla Społem w Warszawie, Krakowie, Katowicach i Wrocławiu, a następnie dla Carrefoura, Leroy Merlin, Auchan, Frisco czy Obi.
W tyn samym roku do oferty wszedł wynajem elastyczny, czyli wynajem konkretnych modeli samochodów na dowolny okres. Na początku 2024 roku w usłudze było dostępnych 190 ofert samochodów do wynajęcia przez stronę internetową.